# Bistrica (Ložnica)
Bístrica je levi pritok Ložnice iz vzhodnega Pohorja. Nastane kot neznaten potoček na gozdnatem pobočju na južni strani glavnega pohorskega slemena, a ga dolvodno hitro okrepijo številni kratki potočki s strmih pobočij na obeh straneh doline. Zaradi precejšnjega strmca postane dolina, ki je v glavnem usmerjena proti jugovzhodu, kmalu vse globlja in jo ljudje imenujejo Bistriški jarek ali Bistriški vintgar. Ta del doline je povsem neposeljen, skoznjo vodi prijetna planinska pot. Prvo naselje je Zgornja Bistrica, kjer se potoku zmanjša strmec in se ob njem pojavi sprva ozka naplavna ravnica. Nekoliko niže teče tik mimo obsežne tovarne IMPOL in nato skozi osrednji del mesta Slovenska Bistrica. Tu vstopi potok v skrajni jugozahodni del Dravskega polja, dolinsko dno se odpre v širšo ravnino in potok teče po njej naprej proti jugovzhodu, vse do izliva v Ložnico pod Lokanjo vasjo.
Potok je ena od številnih 'bistric' v Sloveniji, kar je zelo pogosto ime za podobne, hitro tekoče in čiste vodotoke. Vodno ime Bistrica je slovanskega izvora in izhaja iz občne besede bystrica v pomenu 'hitro tekoča voda', ta pa iz pridevnika bystrъ (hitro tekoč, deroč).  Na jožefinskem vojaškem zemljevidu iz 18. st. je v njenem zgornjem toku ime zapisano v obliki Wistricza Bach, v srednjem in spodnjem toku kot Bistriza oder Feistriz Bach. Na nekaj mlajšem franciscejskem zemljevidu (1806–1869) se potok v zgornjem delu imenuje Feistritz B.(ach) in v spodnjem delu Feistritzer B.(ach).
Zanimiva je negotovost, ali se potok Bistrica izliva v Ložnico ali obratno. Razlog je verjetno v tem, da sta potoka na sotočju skoraj povsem enako velika in tudi po dolžini od tod do izvirov sta približno enako dolga. Na jožefinskem vojaškem zemljevidu je označeno, da se potok imenuje Bistrica vse do izliva v Dravinjo, torej se Ložnica izliva v Bistrico, na franciscejskem zemljevidu pa je obratno. Na vseh mlajših zemljevidih, tudi na uradnih slovenskih, je Bistrica pritok Ložnice, v splošni rabi pa so mnenja glede tega različna.
Potok lahko po dolžini razdelimo na tri povsem različne dele. Zgornji del potoka je do Zgornje Bistrice slikovit gorski potok, ki si je izdelal strmo in ozko dolino v pohorske metamorfne kamnine. Večji del doline je v granodioritu (tonalitu), v spodnjem delu pa je kamninska zgradba veliko pestrejša (gnajs, blestnik, eklogit, serpentinit). Vmes so tudi leče marmorja, ki so ga v rimski dobi pridobivali za okrasni kamen (rimski kamnolom).
Na drugem odseku, od Zgornje Bistrice do štajerske avtoceste, teče potok po mlajših, pliocenskih in pleistocenskih ilovnato-peščenih naplavinah. V njih si je izdelal širše dolinsko dno, vendar pa je v tem delu povsem preoblikovan, saj teče po ozki strugi skozi mesto Slovenska Bistrica. Struga je mestoma spremenjena v betonsko korito, zgradbe segajo povsem do rečnega brega. Nekaj naravnih značilnosti je ohranil samo v delu, kjer teče tik ob mestnem parku.
Dolvodno od avtoceste se začenja tretji odsek, na katerem pa je bil potok v okviru obsežnih melioracij v letih 1976–1980 speljan v umetni kanal z enoličnim trapezastim profilom in skoraj povsem brez obvodnega rastlinja. V tem delu segajo njivske površine prav do brežin, v potok so speljani tudi številni drenažni jarki. Pred melioracijami je potok v tem delu pogosto poplavljal, bolj ali manj hkrati z Ložnico.
V Bistriškem vintgarju je struga potoka v povsem naravnem stanju in tu teče potok večinoma po živoskalni podlagi, mestoma so v strugi tudi večje skale. Zaradi različne trdote kamninske podlage se tok potoka menja na kratke razdalje, v strugi so številne majhne brzice, skoki in slapiči ter trije slapovi, spodnji večji Bistriški Šum in nad njim še drugi in zgornji slap (tudi slap Žleb). Celotna dolina je zavarovana kot naravni spomenik državnega pomena in tudi kot območje Natura 2000 (Bistriški jarek). Kot kulturni spomenik lokalnega pomena je zavarovan še rimski kamnolom marmorja v spodnjem delu doline. 
V preteklosti je bila Bistrica pomemben vir vodne energije, na njej so bili v zgornjem toku številni manjši mlini okoliških kmetij, v spodnjem toku je bilo tudi nekaj večjih mlinov in žaga, do katere so dobavljali les iz pohorskih gozdov po več kilometrov dolgi riži (drča). Od mlinov je ostalo le nekaj manjših ostankov, ohranjena je še ena žaga.
Na izhodu iz ozke doline je na desnem bregu potoka vodarna, ki z vodo iz potoka oskrbuje Slovensko Bistrico z okolico. V Zgornji Bistrici njeno vodo uporablja manjša ribogojnica. V središču Slovenske Bistrice je na nekdanji komercialni cesti Gradec–Trst kamniti most iz 18. st., ki je zavarovan kot tehniški spomenik.
Bistriški vintgar je privlačna izletniška točka, skozenj vodi priljubljena planinska pot iz Slovenske Bistrice do Sv. treh kraljev in Črnega jezera. V njem je rastla tudi Maroltova jelka, ki je bila nekoč največja in najdebelejša jelka v Sloveniji, a se je zaradi starosti in požara septembra 2010 podrla.